# Bur
Bur (rusky Бур nebo Пур) je řeka v Jakutské republice v Rusku. Je 501 km dlouhá. Povodí má rozlohu 13 900 km².

## Průběh toku
Protéká přes Severosibiřskou nížinu. Je to levý přítok řeky Oleňok.

### Přítoky
Největšími přítoky jsou Ary-Ongorbut a Kyra-Chos-Terjutťach.

## Vodní režim
Zdrojem vody jsou převážně sněhové srážky.